# Daphnis placida
Daphnis placida là một loài bướm đêm thuộc họ Sphingidae. Loài này có ở Thái Lan, Malaysia, Indonesia (bao gồm Borneo), quần đảo Solomon và miền bắc half của Úc.
Sải cánh khoảng 60 mm. 
Ấu trùng được ghi nhận ăn các loài Alstonia constricta, Neisosperma kilneri và Tabernaemontana angustisepala.

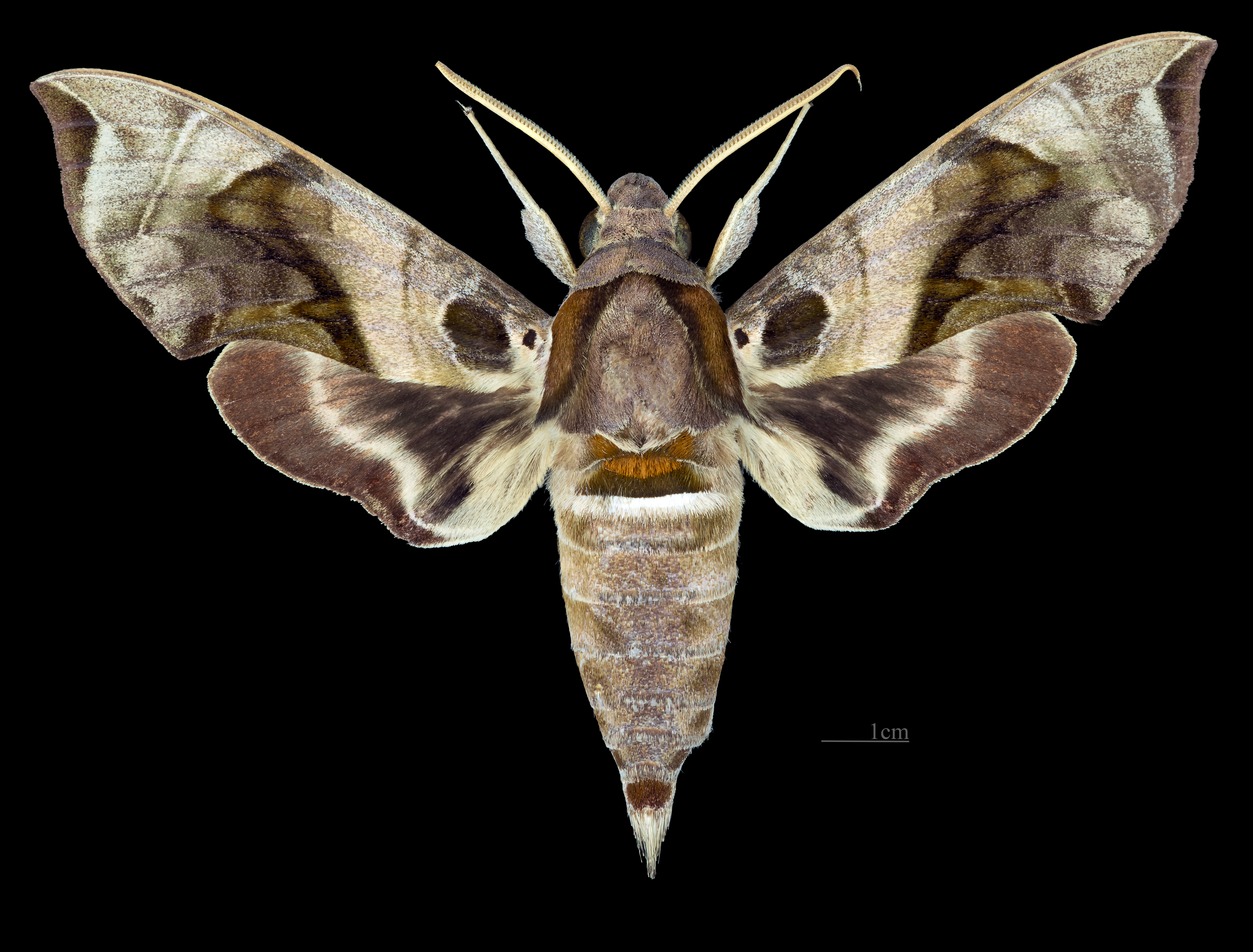
♂
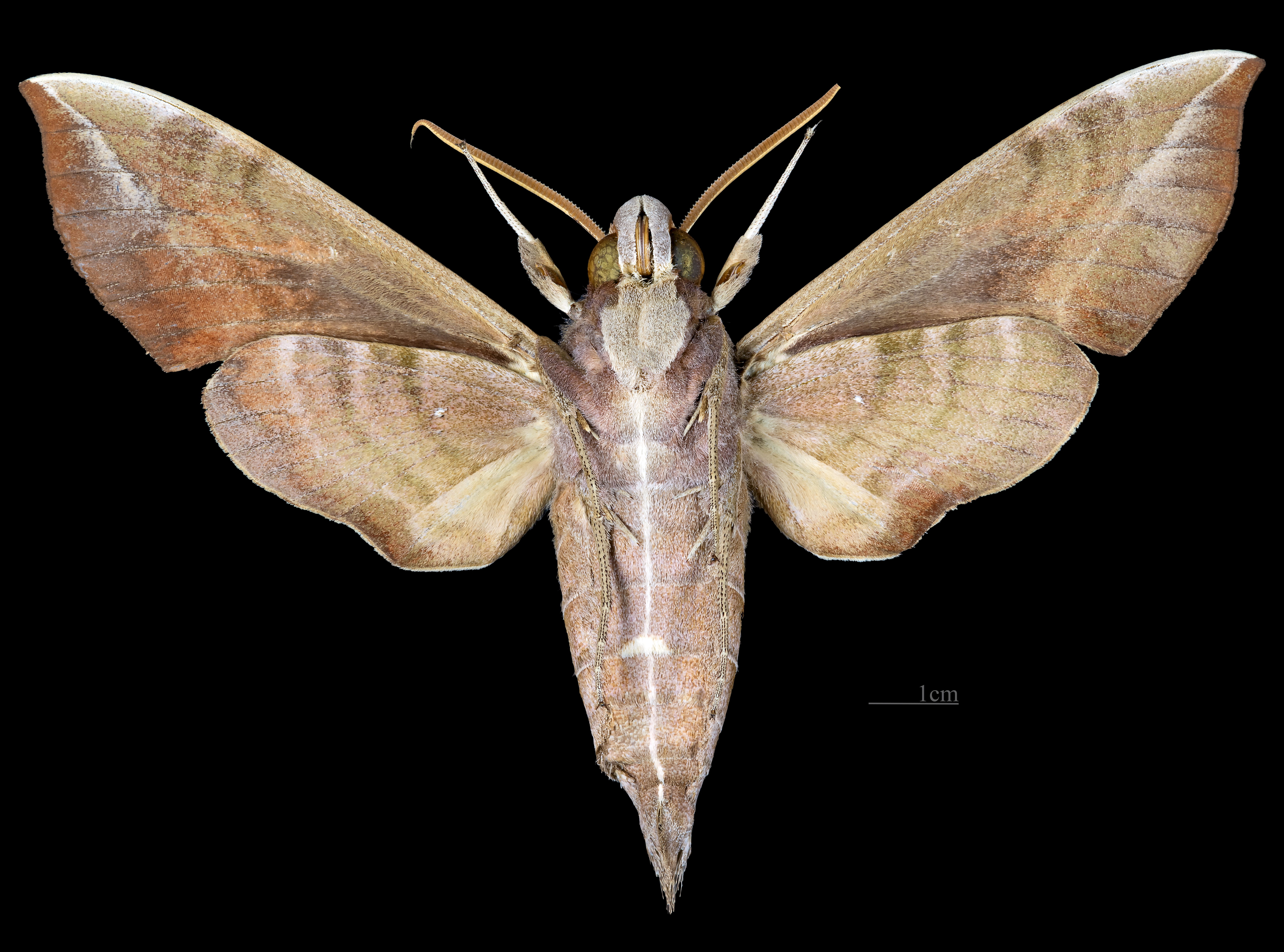
♂ △
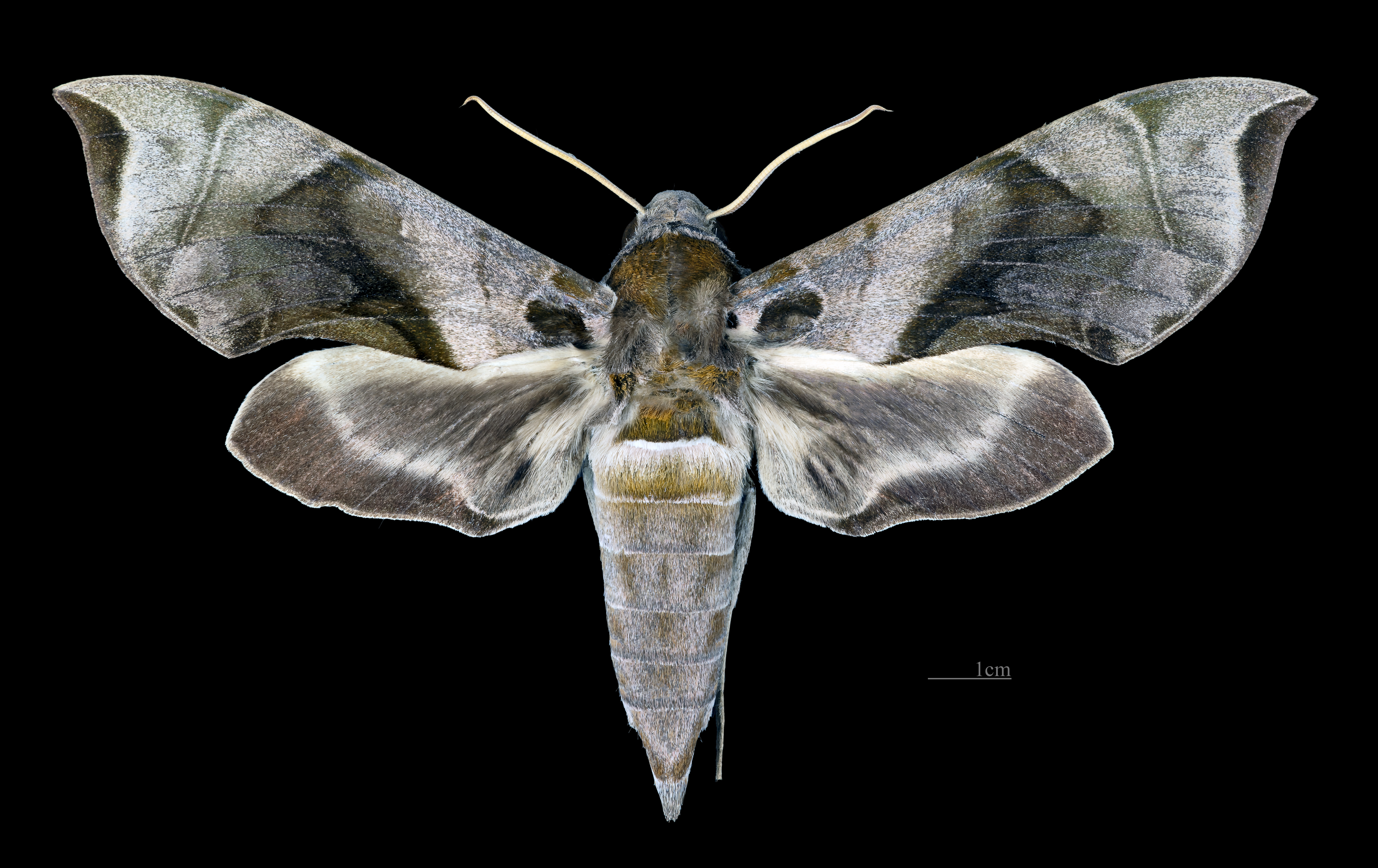
♀
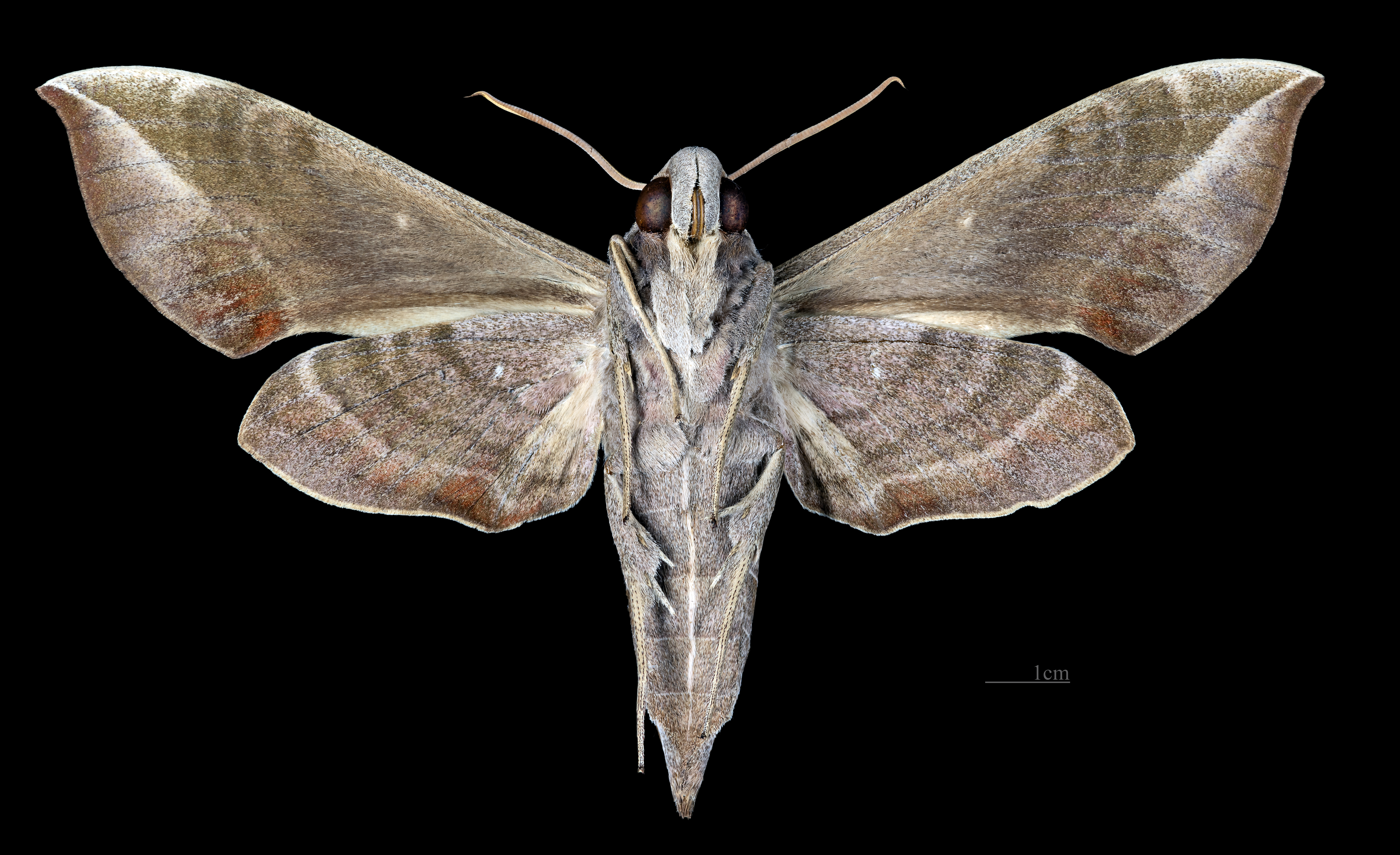
♀ △

## Phân loài
- Daphnis placida placida
- Daphnis placida salomonis Rothschild & Jordan, 1906 (quần đảo Solomon)